# 更衣室

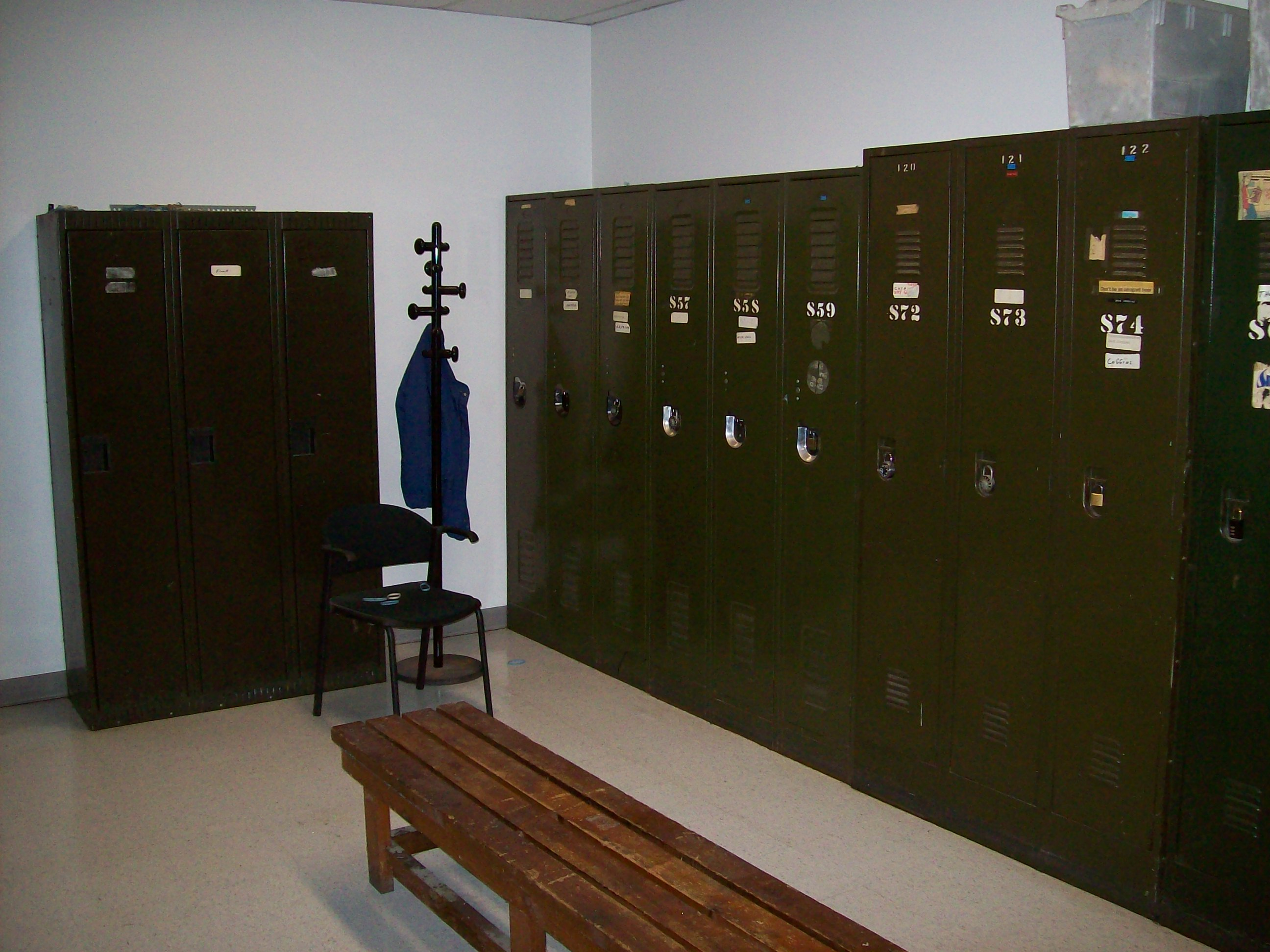
一般的なロッカールーム

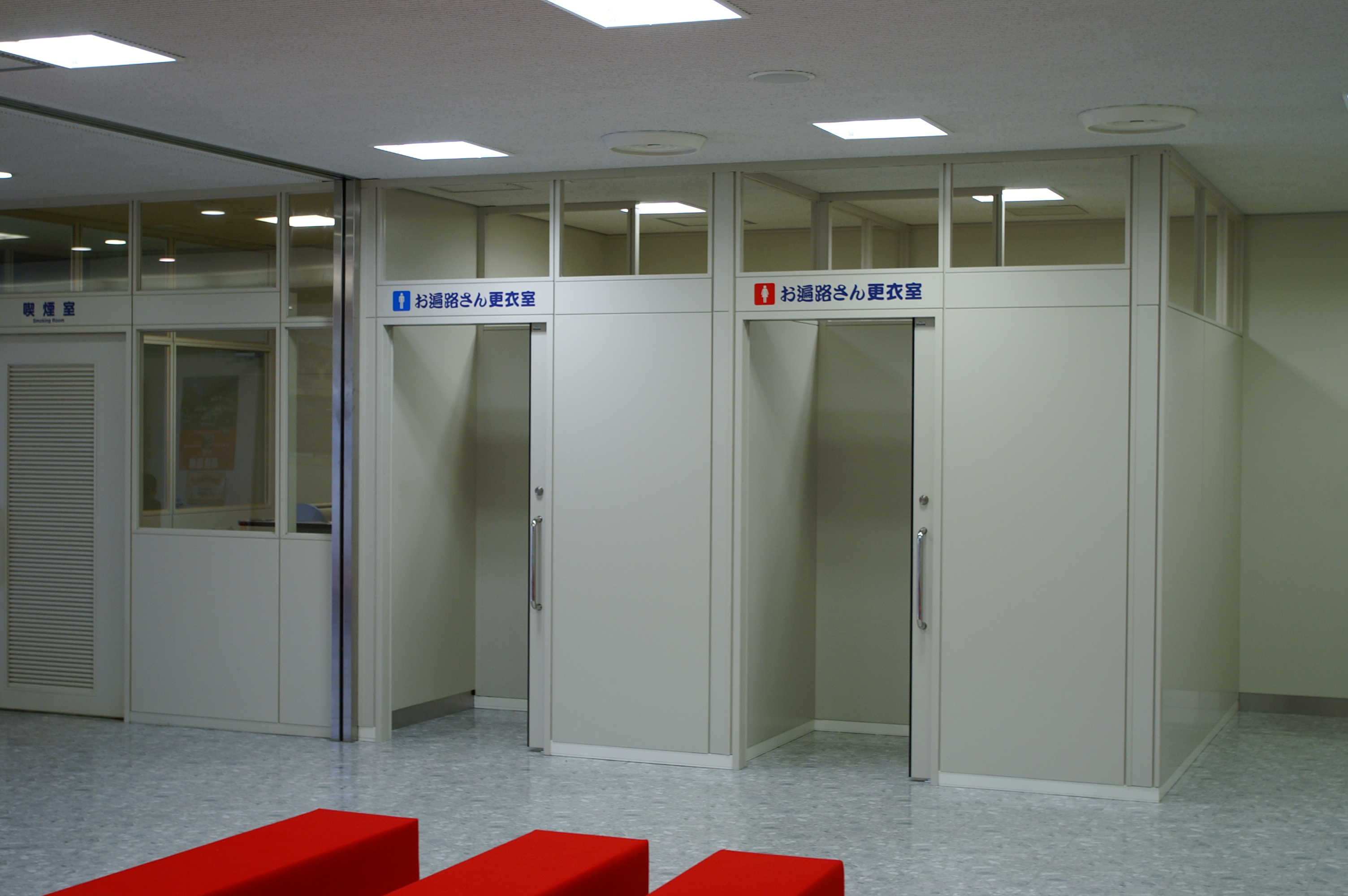
お遍路さん更衣室（松山空港）

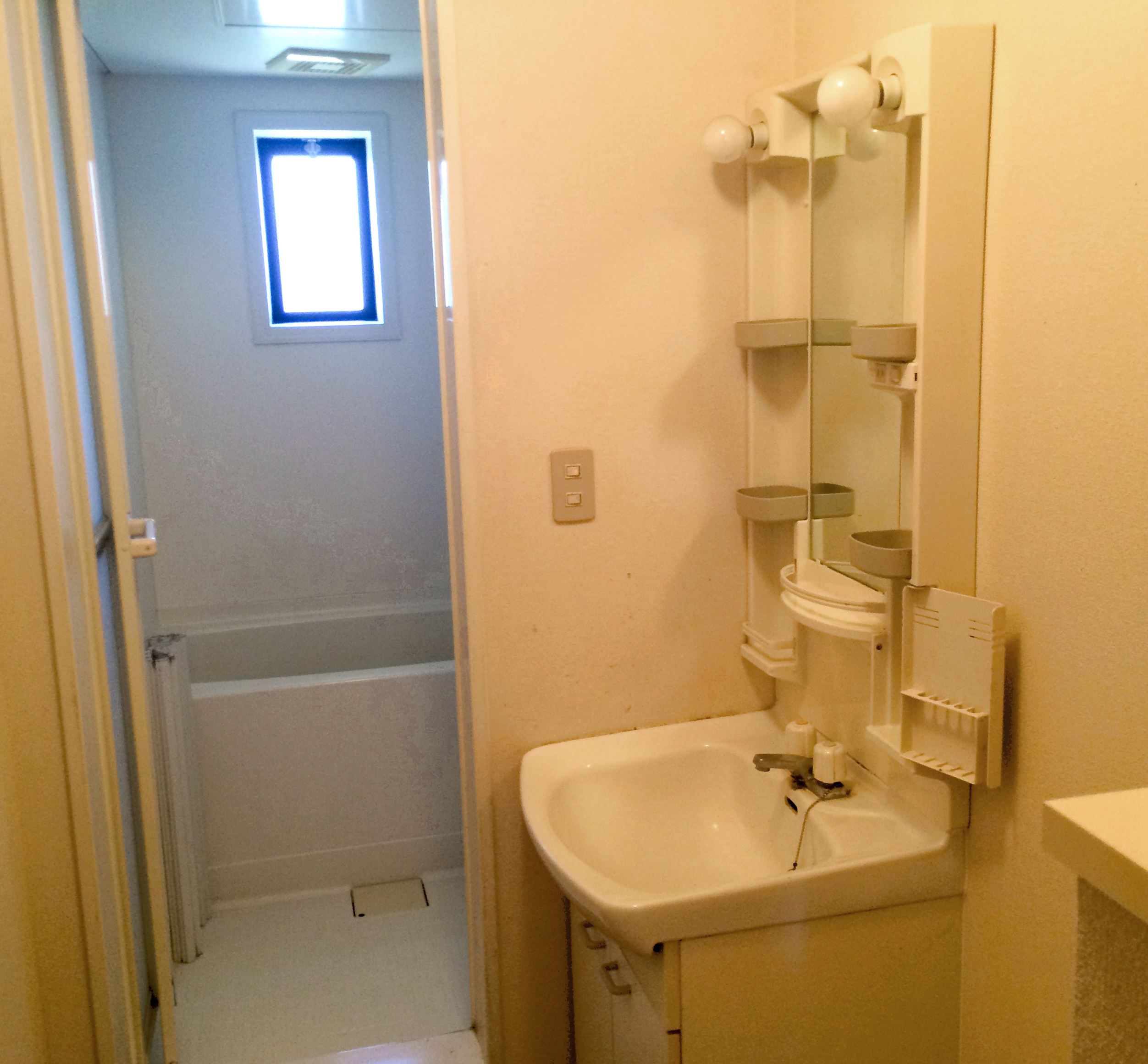
洗面所兼脱衣所

更衣室（こういしつ）とは企業や学校・スポーツ施設などに設けられ、制服、作業服、ユニフォーム、スポーツウェアなどに着替えてそこでの仕事や活動を行うための準備をする、または着替えの為の荷物を保管する部屋のことをいう。更衣室のことをロッカールームと呼ぶことがある。風呂場や銭湯などで衣服を脱いだり着たりする部屋は脱衣所（だついじょ）という。

## 概要
プールや温泉など全裸になる場所のみではなく、衣服のみの着替えでも用いる場合や荷物置きとして利用される場合もある。更衣室内に洗面所や衣類収納用のロッカーが設けられていたり、換気設備が設置されていることもある。またスポーツ関連施設の場合は、シャワー室が隣接されていることもある。

### 教育機関においての更衣室
教育機関の更衣室の場合、教室を利用したり専用の更衣室があったりする。学校・学年などによって男女同室の場合と男女別室の場合がある。また体育館や理科室などを使用する学校もある。

### 企業などにおいての更衣室
企業内の更衣室は主に、通勤用の私服と職場で着用するための服（制服や作業服）とを着替えるために設置されている。男女は分離されており、職務に必要のない持ち物を更衣室内に保管するという役割もある。